# Jon Bosak
Jon Bosak (* 17. Mai 1947) ist ein US-amerikanischer Informatiker. Er leitete die Entwicklung des XML-Standards beim W3C.

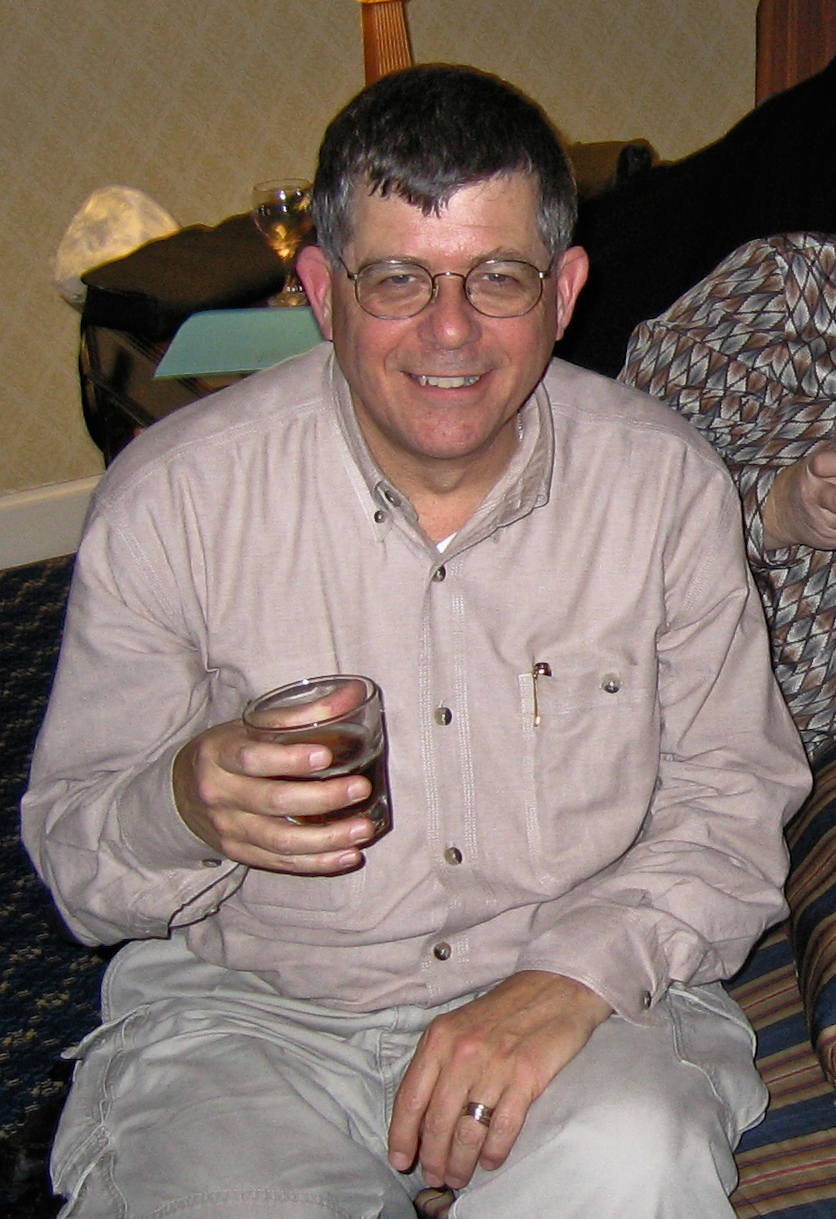
Jon Bosak (2004)

Tim Bray, einer der Herausgeber der XML-Spezifikation, schrieb über die Rolle Bosaks Folgendes: "Ohne die Anstrengungen Jon Bosaks hätte XML höchstwahrscheinlich nicht das Licht der Welt erblickt. Während seiner Arbeit an der Online-Dokumentation für Novell begann er die Leistungsfähigkeit und Flexibilität von SGML schätzen zu lernen und er hatte die Überzeugung erlangt, dass HTML nicht die geeignete Plattform für die kommende Web-Infrastruktur sei. Bosaks Verantwortung des XML-Prozesses ist gekennzeichnet durch eine Verbindung von geschicktem politischen Manövern und dem festen Beharren auf dem Prinzip, Dinge auf der Basis von Prinzipien zu tun und nicht nach Zweckdienlichkeit."
Nachdem er am 10. Februar 2000 sein Amt als Vorsitzender der W3C XML Coordination Group niederlegte, erhielt er als Anerkennung für seine Verdienste im XML-Namespace einen eigenen Identifier, "xml:Father".
In appreciation for his vision, leadership and dedication the W3C XML Plenary on this 10th day of February, 2000 reserves for Jon Bosak in perpetuity the XML name "xml:Father".
Bosak war auch maßgeblich an der Spezifikation der Universal Business Language beteiligt.